# New Kids: Begin
New Kids: Begin é o primeiro CD single do boy group sul-coreano iKON. É o primeiro álbum lançado desde que seu single "#WYD" foi lançado em maio de 2016, e seu álbum de estréia "Welcome Back" que foi lançado em 2015.

## Detalhes
O álbum foi lançado em duas versões diferentes, Dope e Bold. O álbum digital foi lançado em 22 de maio de 2017 em todo o mundo, enquanto a versão física está disponível na YG e-shop e em lojas de cds em 23 de maio de 2017 na Coreia do Sul.

## Antecedentes
Em 2 de março de 2017, a YG Entertainment confirmou que iKON começou a filmar dois videoclipes para seu novo álbum, que seria lançado em abril. Durante as gravações de um videoclipe, Chanwoo feriu seu tornozelo. Consequentemente, as gravações do videoclipe foram atrasadas. Em 16 de maio de 2017, foi confirmado que eles iriam lançar uma nova série de álbuns sob o nome de New Kids. Esta série será lançada continuamente ao longo de 2017 e começou em 22 de maio de 2017, com o lançamento do álbum intitulado New Kids: Begin. O diretor executivo da YG Entertainment, Yang Hyun-Suk, falou sobre o conceito do álbum dizendo: "O conceito para o retorno do iKON este ano é "NEW KIDS". Significa o "novo começo" e o "novo estilo" do iKON, que também mostra a resolução do iKON e a vontade de lançar álbuns da série "NEW KIDS" continuamente durante este ano." O primeiro teaser foi lançado em 16 de maio de 2017 e a data de lançamento foi anunciada. No dia seguinte, o primeiro vídeo teaser de retorno foi lançado em seu canal oficial do YouTube. Em 18 de maio de 2017, a primeira canção título foi anunciado, chamado "Bling Bling". Os integrantes do iKON, Bobby e B.I, trabalharam com a letra, composição e rearranjo da música, em conjunto com o produtor novato da YG, Millenium. No dia seguinte, eles lançaram o teaser para sua segunda faixa-título "B-Day". Em 22 de maio de 2017, os videoclipes para ambas as músicas foram lançadas no canal oficial do iKON no YouTube.

## Promoções
A primeira performance de "Bling Bling" foi em 20 de maio de 2017, durante um concerto em Kyocera Dome no Japão, em seu primeiro Japan Dome Tour. Em 22 de maio de 2017, eles realizaram um show de contagem regressiva ao vivo no V LIVE para comemorar o lançamento de suas músicas.

## Lista de faixas
| N.º            | Título         | Letras                 | Música                    | Arranjo              | Duração |  |
| 1.             | "Bling Bling"  | B.I, Bobby, Millennium | B.I, Millennium           | Millennium           | 3:39    |  |
| 2.             | "B-Day"        | B.I, Bobby             | B.I, Airplay, Kang Uk Jin | Airplay, Kang Uk Jin | 3:34    |  |
| Duração total: | Duração total: | Duração total:         | Duração total:            | Duração total:       | 6:73    |  |

## Histórico de lançamento
| Região           | Data                 | Formato              | Empresa                    | Ref    |
| ---------------- | -------------------- | -------------------- | -------------------------- | ------ |
| No mundo inteiro | 22 de maio de 2017   | Download digital     | YG Entertainment           | [ 11 ] |
| Coreia do Sul    | 23 de maio de 2017   | CD                   | YG Entertainment, KT Music | [ 12 ] |
| Japão            | 16 de agosto de 2017 | CD, download digital | YGEX                       | [ 13 ] |